# Pertamina

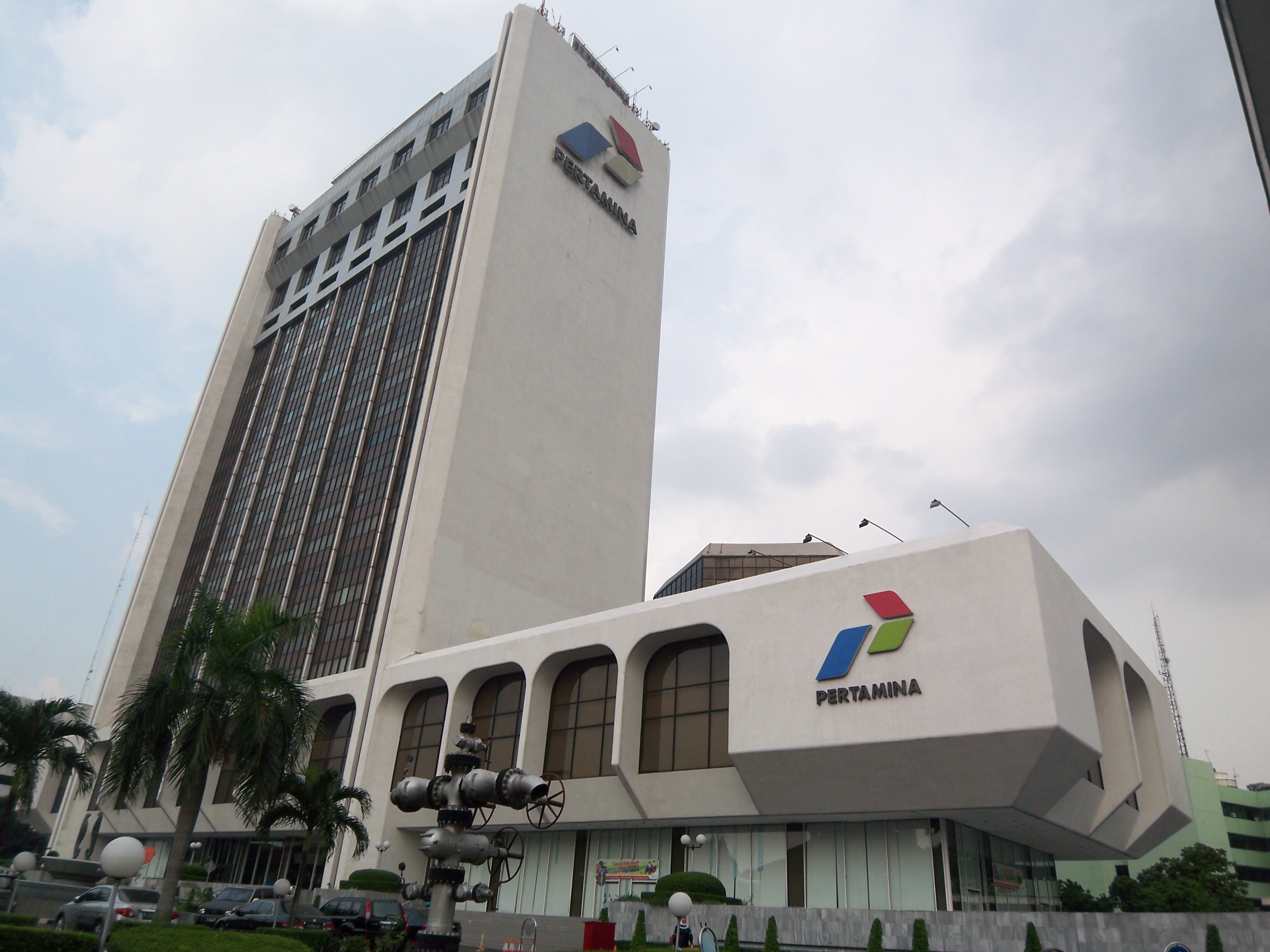
Le siège de Pertamina à Jakarta

Pertamina, abréviation de Perusahaan Pertambangan Minyak dan Gas Bumi Negara (« entreprise d'État pour l'exploitation du pétrole et du gaz naturel ») est la société pétrolière d'État de l'Indonésie. 

## Histoire
Elle a été formée en août 1968 sous le nom de PN (abréviation de perusahaan negara : « entreprise d'État ») Pertamina par la fusion de deux sociétés d'État, PN Pertamin (créée en 1961) et PN Permina (créée en 1957). Son nom est devenu simplement « Pertamina » en 1971. 
En 2003, Pertamina est devenue une société anonyme sous le nom de PT Pertamina (Persero). 
En août 2016, Pertamina annonce la prise de contrôle de la compagnie pétrolière française Maurel & Prom, par l'acquisition de 71,09% des actions de celle-ci pour un montant situé entre 797 millions et 892 millions d’euros.

## Activité
L'activité de Pertamina couvre les secteurs amont (exploration et production) et aval (raffinage et distribution) de l'industrie pétrolière.

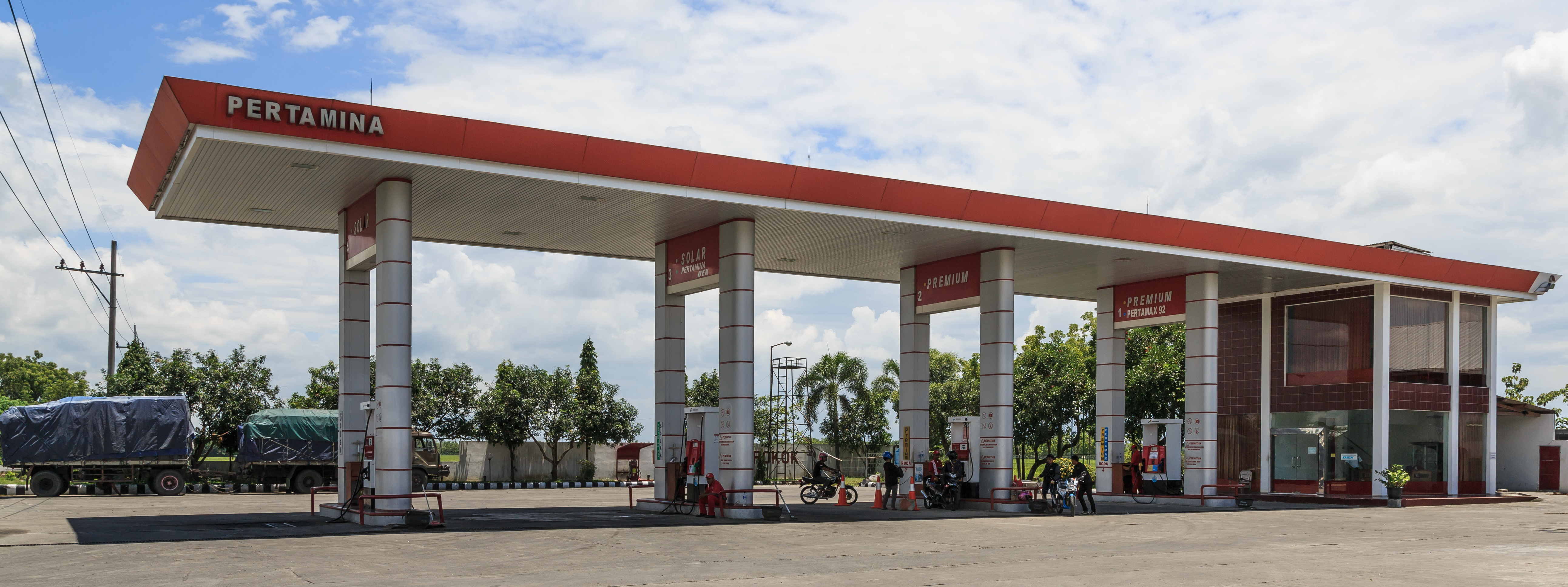
Station-service Pertamina dans la région de Sukoharjo à Java central